# IC 5001
IC 5001 ist eine linsenförmige Galaxie vom Hubble-Typ SB0-a im Sternbild Telescopium am Südsternhimmel. Sie ist schätzungsweise 204 Millionen Lichtjahre von der Milchstraße entfernt und hat einen Durchmesser von etwa 75.000 Lichtjahren. Möglicherweise bildet gemeinsam mit IC 5002 ein gravitativ gebundenes Galaxienpaar.
Das Objekt wurde am 17. Mai 1904 vom US-amerikanischen Astronomen Royal Harwood Frost entdeckt.